# George Francis Fitzgerald
George Francis Fitzgerald (ur. 3 sierpnia 1851 w Dublinie, zm. 22 lutego 1901 tamże) – irlandzki fizyk, profesor Trinity College w Dublinie. Jako pierwszy badacz na podstawie doświadczenia Michelsona-Morleya zasugerował występowanie skrócenia ciał w kierunku ich ruchu, co później stało się znane jako kontrakcja Lorentz-Fitzgeralda.